# Régis Dorn
Régis Cyril Dorn (* 22. Dezember 1979 in Ingwiller, Département Bas-Rhin) ist ein ehemaliger französischer Fußballspieler.

## Karriere

### 1996 bis 2000
Der aus dem Elsass stammende Stürmer spielt seit seinem fünften Lebensjahr Fußball, zuerst beim AS Weiterswiller und dem AS Ingwiller. Nach Stationen beim FC Mulhouse und beim FCSR Haguenau wechselte er 1999 zum Erstligisten Racing Straßburg, bei dem er anfangs in der zweiten Mannschaft zum Einsatz kam.
Sein Profidebüt gab er am 11. Dezember 1999, als er am 19. Spieltag der Division 1 (heute Ligue 1) gegen den HSC Montpellier nach 78 Minuten für Fabrice Ehret eingewechselt wurde. Im Saisonverlauf kam Dorn zu sechs Einsätzen in der Division 1. Dazu kam er auf 16 Einsätze (zwölf Treffer) für die zweite Mannschaft.

### 2000 bis 2004
Zur Saison 2000/01 ging Dorn nach Deutschland zum Bundesligisten SC Freiburg. Am 12. August 2000 erzielte er in seinem ersten Spiel am ersten Spieltag in der Bundesligaspielzeit im Heimspiel gegen den VfB Stuttgart nach seiner Einwechslung das Tor zum Endstand. Zum Saisonende qualifizierte sich der SC Freiburg für den UEFA-Pokal, wobei Régis Dorn lediglich zu 15 Einsätzen kam und dabei nur einmal in der Startformation stand. Auch in der folgenden Saison änderte sich für ihn nichts an seiner Situation in Freiburg – nur sechs Einsätze, allesamt als Einwechselspieler – und der SC Freiburg stieg zudem zum Saisonendeg aus der Bundesliga ab. Dorn ging anschließend zurück nach Frankreich und schloss sich nach erfolglosen Probetrainings bei AJ Auxerre und EA Guingamp dem Zweitligisten SC Amiens an. Auch hier konnte er sich nicht in der Stammelf behaupten.
2003 ging Dorn nach Asien und unterschrieb einen Vertrag beim chinesischen Erstligisten Inter Shanghai. Nach Ablauf seines Vertrags war er ein halbes Jahr vereinslos, woraufhin er nach Deutschland zurückkehrte und sich beim SC Freiburg fithielt.

### 2004 bis 2009
In Freiburg erhielt Dorn schließlich einen Vertrag; der SC Freiburg befand sich im Abstiegskampf. Dorn blieb auch wie in seiner ersten Periode beim SCF nur Ersatzspieler. Bis Saisonende standen 16 Spiele zu Buche (zwei Tore), hierbei war er zwölfmal Einwechselspieler. Nach dem erneuten Abstieg mit dem SC Freiburg ging Dorn in die 2. Bundesliga zum Aufsteiger Kickers Offenbach. Hier erkämpfte sich Régis Dorn einen Stammplatz und erzielte in 32 Spielen 12 Tore. In der Folgesaison kam er für die Offenbacher Kickers in der Hinrunde auf 16 Punktspiele, wobei ihm lediglich drei Tore gelangen.
Dorn sollte zur Saison 2007/08 zum Ligakonkurrenten Hansa Rostock wechseln. Ein Vorstoß der Rostocker, ihn schon in der Winterpause 2006/07 zu holen, war anfangs fehlgeschlagen, der Wechsel kam aber Ende Januar 2007 doch vorzeitig zustande. Im Saisonverlauf kam er zu elf Einsätzen und stieg mit dem Verein in die Bundesliga auf, dabei schoss er lediglich ein Tor. Während der Saison in der Bundesliga kam Dorn nicht über die Rolle des Ergänzungsspielers hinaus und spielte nur in 15 Partien (ein Treffer) mit; Hansa Rostock stieg zum Ende der Saison wieder in die 2. Bundesliga ab. In der Zweitligasaison 2008/09 stand Dorn in den ersten Spielen in der Startelf und schoss in drei Spielen zwei Tore. In der Folge blieb er dennoch Einwechselspieler und bis zum Ende der Spielzeit, in der der FC Hansa Rostock den Wiederaufstieg verpasste, kam er zu drei Toren in 13 Partien. Nach Beendigung der Spielzeit gab der Verein bekannt, nicht mehr mit Dorn zu planen.

### 2009 bis 2013
Zur neuen Saison wechselte Dorn zum Drittligisten SV Sandhausen. Im Saisonverlauf erzielte er 20 Tore und wurde am Ende mit 22 Treffern Torschützenkönig in der 3. Fußball-Liga 2009/10; der SV Sandhausen wurde am Saisonende 14. Auch in der Folgesaison gehörte Dorn zu den Stammspielern, als er in 31 Partien sechs Tore erzielte. In seinem dritten Sandhäuser Jahr verlor er allerdings den Anschluss, auch weil er sich in der Frühphase der Saison einer Nasenoperation unterziehen musste. Er kam in der Folge nur noch als Einwechselspieler zum Einsatz, wurde jedoch am Saisonende mit dem Team Drittligameister und stieg in die 2. Bundesliga auf. In der Zweitligasaison verletzte er sich beim Erstrundenpokalspiel gegen Energie Cottbus und zog sich einen Kreuzbandriss zu. Somit fiel er fast die gesamte Runde aus.

### Seit 2013
Mit Ablauf der Saison 2012/13 beendete Dorn seine Profikarriere und wurde Teammanager beim SV Sandhausen in der 2. Liga. Im Sommer 2015 lief sein Vertrag aus.

## Persönliches
Régis Dorn lernte seine heutige Frau in Baden-Baden kennen.

## Erfolge
- Aufstieg in die 2. Bundesliga mit dem SV Sandhausen 2012